# Estíria
|  | Per a altres significats, vegeu «Styria». |

Estíria (en alemany Steiermark, en eslovè i croat, Štajerska, en hongarès Stájerország i en prekmur Štájersko) és un dels nou estats d'Àustria. És al sud-oest del país i fa frontera amb Eslovènia i els estats federats austríacs de l'Alta Àustria, la Baixa Àustria, Burgenland, Caríntia i Salzburg. La seva capital i ciutat més gran és Graz. En total, té poc més d'1,24 milions d'habitants que es reparteixen en una superfície de 16.440 km². Més de la meitat d'aquesta superfície està ocupada per boscos.